# داميان هايز
داميان هايز (بالإنجليزية: Damien Hayes)‏ هو لاعب قذف أيرلندي، ولد في 18 فبراير 1982 في بالينسلو ‏ في جمهورية أيرلندا.